# Turanana
Turanana is een geslacht van vlinders binnen de familie van de Lycaenidae (kleine pages, vuurvlinders en blauwtjes). Het omvat middelgrote en grote vlinders met bruine en blauwe accenten op de vleugels. De wetenschappelijke naam van het geslacht werd voor het eerst gepubliceerd in 1916 door George Thomas Bethune-Baker.
De typesoort is Lycaena cytis Christoph, 1877.

## Soorten
- Turanana anisophthalma (Kollar, 1850)
- Turanana chitrali Charmeux & Pagès, 2004
- Turanana cytis (Christoph, 1877)
- Turanana dushak Dubatolov, 1989
- Turanana grumi (Forster, 1937)
- Turanana jurileontyi Shchetkin, 1986
- Turanana kugitangi Zhdanko, 1984
- Turanana laspura (Evans, 1932)
- Turanana mystica Morgun & Tikhonov, 2010
- Turanana panaegides (Staudinger, 1886)
- Turanana panagea (Herrich-Schäffer, 1851)
- Turanana taygetica (Rebel, 1902) - Loodkruidblauwtje